# Bataille de Galite
Seconde Guerre mondiale
La bataille de Galite oppose une escadrille d'aerosiluranti, les bombardiers-torpilleurs italiens à un convoi de marine marchande britannique sous escorte, la bataille se solde par une victoire italienne.
Trois aviateurs italiens survivent au raid et recevront la médaille d'argent de la valeur militaire.  

## Contexte
Du fait de la situation géographique de l'Italie, l'attaque des convois alliés en Méditerranée constituera la majorité des missions de l'aviation et de la marine italienne fasciste.

## Ordre de bataille
Le 23 juillet 1941, les 9 bombardiers-torpilleurs SM79 de la 283e escadrille, basée en Sardaigne, reçoivent l'ordre d'attaquer un important convoi naval britannique au nord des côtes africaines.
La première patrouille doit attaquer les cuirassés, la seconde le porte-avion et la dernière les croiseurs et pétroliers. L'attaque se déroule sans aucun appui aérien, ni reconnaissance.
Les bombardiers italiens décollent à 8h, et rejoignent le convoi britannique après une heure de vol.

## Le raid
Les navires marchands britanniques naviguent en trois files distinctes, ils sont escortés par des bâtiments légers équipés d'un armement antiaérien. Les bombardiers italiens effectuent des vols de basse altitude pour atteindre le convoi et larguer leurs torpilles, un des cargos est touché et explose, d'autre navires sont également touchés.
En plus des canons antiaériens, plus de 10 chasseurs Hurricane et Spitfire sont déployés par les forces britanniques pour arrêter l'assaut italien.